# Jackie Grant (cầu thủ bóng đá)
Jackie Grant là một cựu cầu thủ bóng đá người Anh. Từ năm 1946 đến năm 1954 ông thi đấu cho Everton, có tổng cộng 133 lần ra sân cho câu lạc bộ.